# Moscou express
Ne doit pas être confondu avec Moscou-Paris.
Le Moscou express était un train international qui reliait la gare de l'Est, à Paris, à la gare de Biélorussie, à Moscou. Ce train desservait également les gares de Sarrebruck, Berlin, Varsovie et Minsk, effectuant un trajet de plus de 3 000 kilomètres. Le nom officiel de ce train était le Trans-European Express (labellisé EuroNight, circulant sous les nos 23J/452 ou 453/24J selon le sens).
Depuis 2020, ses circulations sont suspendues en raison de la pandémie de Covid-19, puis de l'invasion de l'Ukraine par la Russie en 2022.

## Histoire

### Anciens services (jusque 1994)

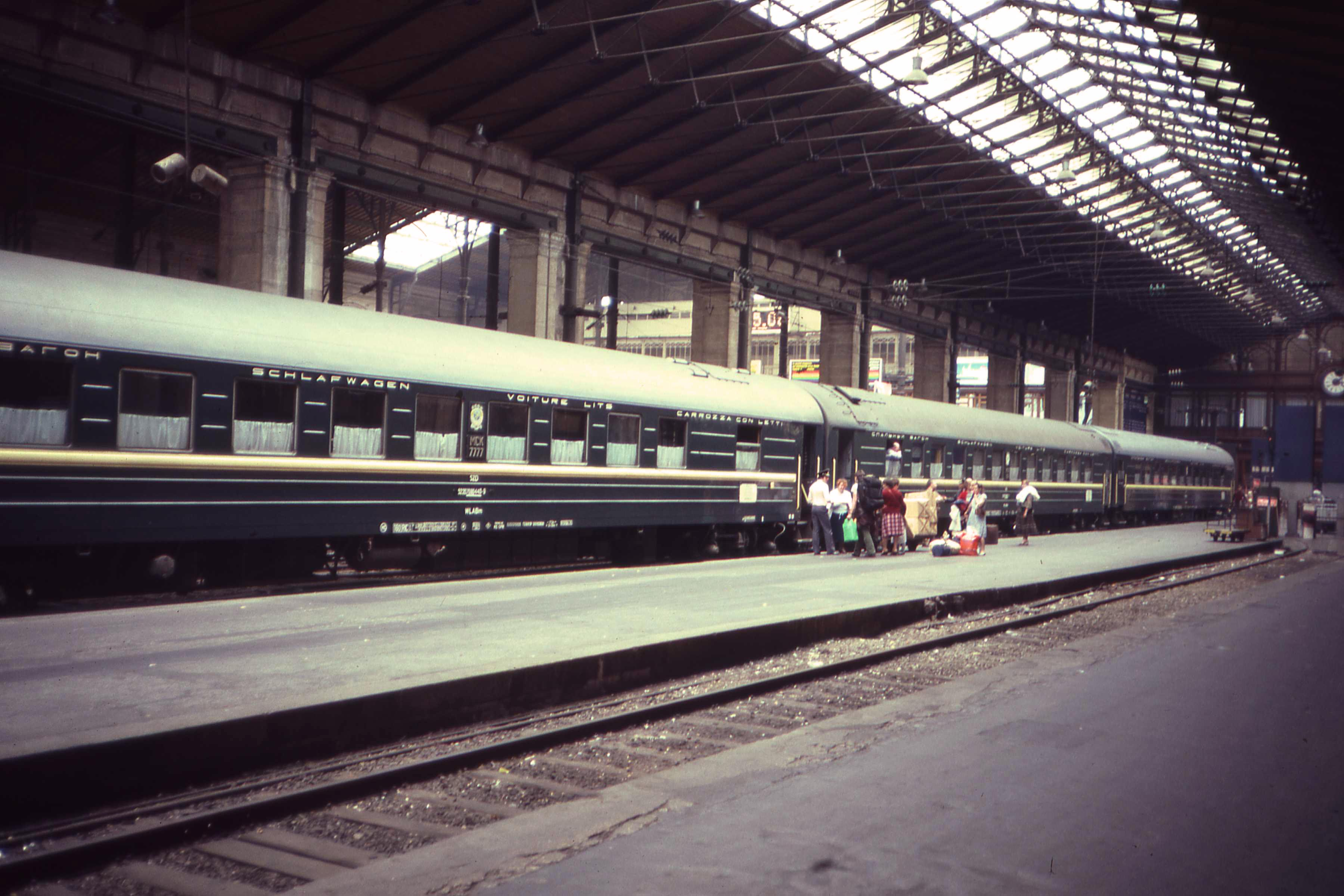
Voitures-lits soviétiques à Paris-Nord, dans les années 1980.

Une liaison ferroviaire Paris – Moscou, imposant toutefois un changement de train à la frontière russo-polonaise dû à la différence d'écartement des voies, existait dès la fin du XIXe siècle. Dans les années 1960, c'était le train Est-Ouest-Express, composé de voitures-lits soviétiques, dont les bogies étaient changés en gare de Brest (Biélorussie), qui assurait déjà un service direct en passant par la Belgique, au départ de la gare de Paris-Nord. Ce train a circulé jusqu'au 29 mai 1994. Sa suppression a été provoquée par les retards de paiement du droit de passage sur les voies ouest-européennes de la part des Chemins de fer russes.

### Service à voiture directe (2007-2011)
Une nouvelle liaison sans correspondance est relancée en 2007 avec une unique voiture-lits rattachée à plusieurs trains (principe de la voiture directe), mais la complexité de ces manœuvres successives allonge le temps de parcours, qui est alors de près de cinquante heures.
Devant le succès rencontré par le Riviera Express qui relie Nice à Moscou, un protocole a été signé le 21 septembre 2010 entre la SNCF et les Chemins de fer russes (RJD) pour développer la liaison Paris – Moscou, en améliorant sa fréquence (départs plus fréquents), sa vitesse (réduction du temps de parcours, passant de 51 à 39 h), sa fréquentation (desserte de Francfort-sur-le-Main en complément de Paris), ainsi que le service à bord (introduction de voitures-lits de « grand luxe », avec mini-suites offrant salon, mini-bar, télévision, cabine de douche et toilettes privées, en complément des voitures-lits classiques « universelles » à cabines d'un, deux ou trois lits, et d'une voiture-restaurant sur la quasi-totalité du trajet).
Jusqu'au 10 décembre 2011, composé d'une à deux voitures-lits modernes des RJD, accrochées au rapide de nuit CNL Persée Paris – Berlin, puis à un convoi russe Berlin – Moscou, il proposait des cabines classiques « universelles » de première classe, à un ou deux lits, ainsi que de seconde classe, à trois lits, toutes climatisées. Le « Moscou express » circulait au départ de la gare de l'Est via Metz-Ville, Sarrebruck, Hanovre, Magdebourg, Berlin, Francfort-sur-l'Oder, Varsovie et Minsk. Un arrêt prolongé à Berlin permettait de déjeuner en ville et de visiter la capitale allemande, en laissant ses bagages dans la cabine. Ce train ne prenait alors de voyageurs qu'à destination de la Biélorussie et de la Russie. La restauration était assurée, soit en cabine par le « conducteur » des voitures-lits, proposant vodka, caviar, bière, friandises, soit à la voiture-restaurant (allemande jusqu'à Berlin, russe à partir de Brest en Biélorussie).

### Recréation d'un train affecté à la liaison Paris – Moscou (2011-2020)
Le 11 décembre 2011, c'est un train entier russe, composé de voitures-lits (classiques « universelles » et de « grand luxe ») et d'une voiture-restaurant, toutes récentes, bénéficiant d'un personnel de bord bilingue spécialement formé, qui assure le nouveau Trans-Européen Moscou express, en attendant la livraison d'un matériel ultra-moderne par Siemens en 2017. La tête de ligne est maintenue à la gare de l'Est avec un trajet via Metz-Ville, Sarrebruck, Francfort-sur-le-Main (Sud), Berlin, Francfort-sur-l'Oder, Varsovie et Minsk. Le gain de temps est d'une dizaine d'heures par rapport à l'ancien service, avec un départ le matin dans chaque sens, tandis que la fréquence des circulations est accrue toute l'année (cinq départs par semaine, réduite à trois de novembre à mars).

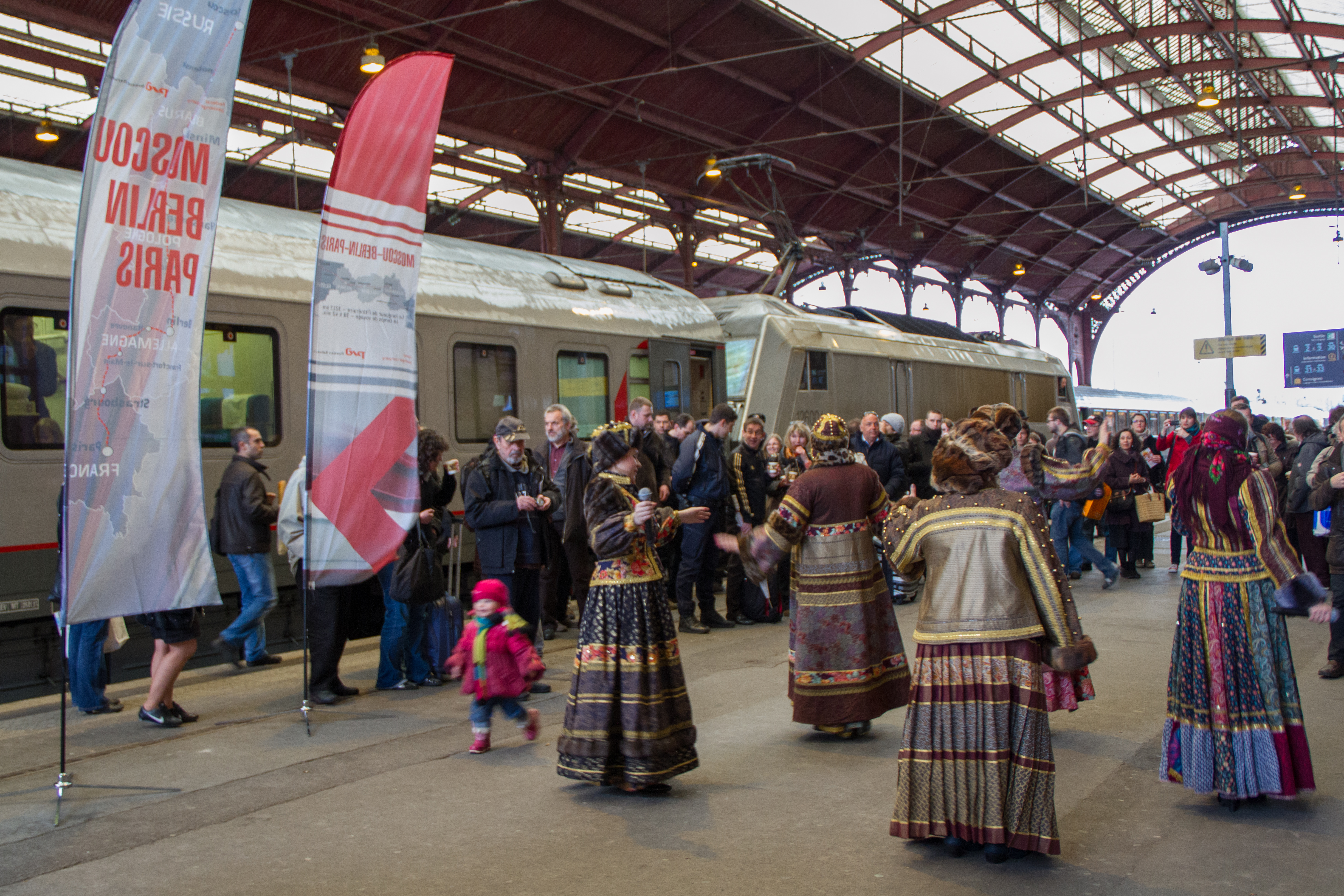
Festivités d'inauguration de la desserte de Strasbourg.

Le 9 avril 2013, est inaugurée la desserte de la gare de Strasbourg-Ville, qui toutefois existe depuis décembre 2012,. De plus, à la suite de la suppression de la desserte nocturne directe Paris – Berlin par les chemins de fer allemands (DB) fin 2014, le Moscou express est autorisé depuis juin 2015 à prendre des voyageurs entre Paris et Berlin, ainsi que vers Varsovie à partir de décembre 2015. De ce fait, une modification d'horaire a eu lieu avec un départ le soir de Paris et de Moscou, ainsi que la confirmation d'un à trois départs hebdomadaires, toute l'année, confirmant le succès commercial du service.
Le 9 février 2015, l'EPSF délivre l'autorisation de mise en exploitation commerciale des nouvelles voitures-lits de type « WLABmz », construites par Siemens.
À partir du 1er juin 2016, le train s'arrête à Épernay ; cette desserte est cependant supprimée en décembre de la même année.
À compter du 11 décembre 2016, la fréquence est fixée à un départ chaque vendredi (service complété par la mise en place d'une nouvelle relation de type « Train-Hôtel », assurée en matériel Talgo, reliant Berlin et Moscou deux fois par semaine), mais qui pourrait être étoffée en saison. Ce départ hebdomadaire est reporté au jeudi à compter de décembre 2017.
En décembre 2019, l'itinéraire via Strasbourg (et Karlsruhe) est abandonné, au profit de celui via Sarrebruck.
Depuis 2020, le train ne circule plus, d'abord  en raison de la pandémie de Covid-19, puis du fait des sanctions économiques contre la Russie à la suite de l'invasion de l'Ukraine en 2022, aucun rétablissement de la liaison n'étant prévu.

## Itinéraire et informations

### Gares desservies entre 2011 et 2020

#### France
- Gare de Paris-Est
- Gare d'Épernay (en 2016)

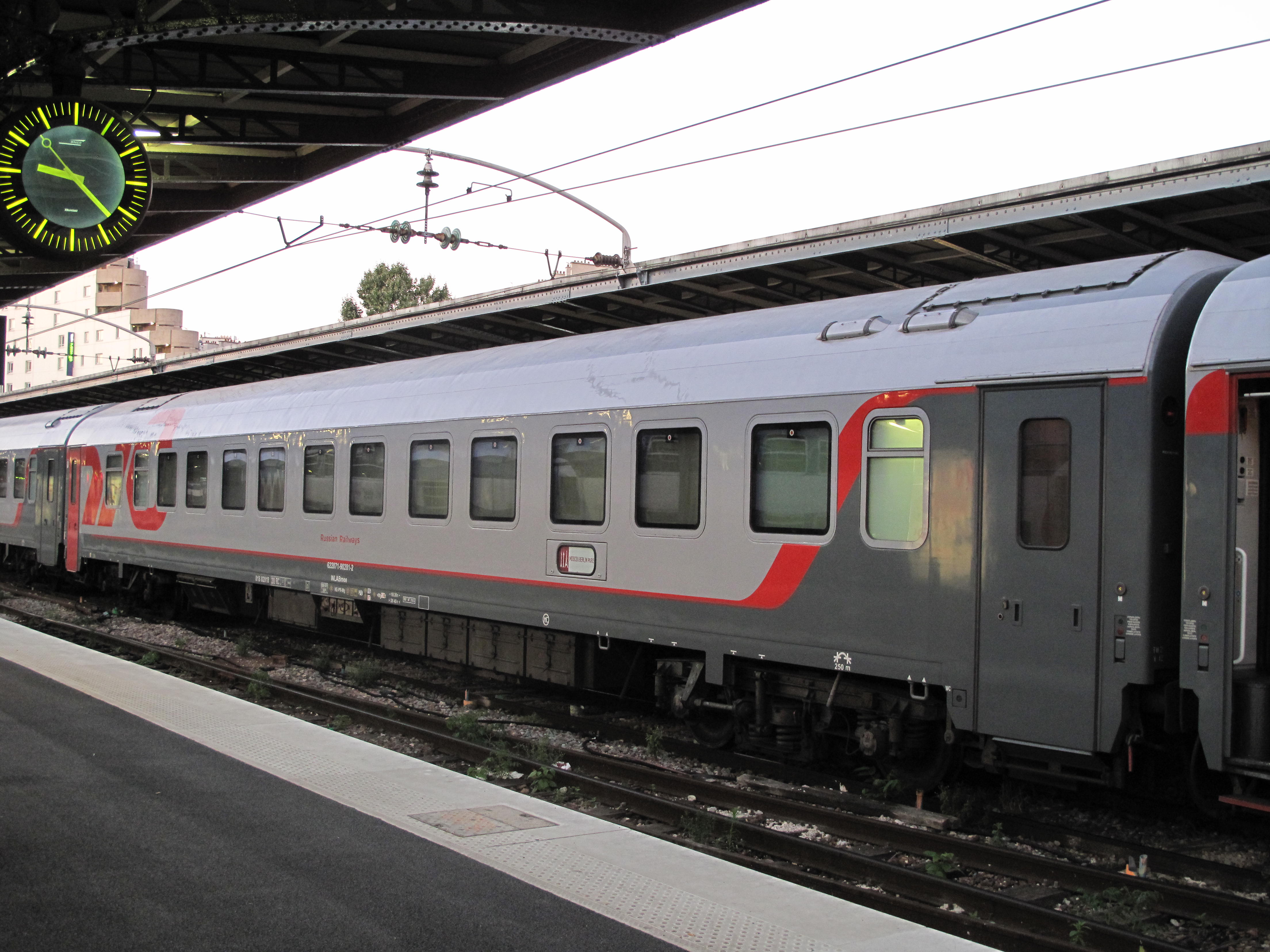
Aperçu d'une rame du Moscou express, à Paris-Est.

- Gare de Metz-Ville (de 2011 à 2012)
- Gare de Strasbourg-Ville (de 2012 à 2019)

#### Allemagne
- Gare centrale de Karlsruhe (de 2012 à 2019)
- Gare centrale de Sarrebruck (de 2011 à 2012, puis à partir de 2019)
- Gare du midi de Francfort-sur-le-Main
- Gare centrale d'Erfurt
- Gare centrale de Berlin
- Gare de Francfort-sur-l'Oder

#### Pologne
- Gare de Rzepin
- Gare centrale de Poznań
- Gare centrale de Varsovie
- Gare de Terespol

#### Biélorussie
- Gare centrale de Brest
- Gare de Baranavitchy
- Gare de Minsk-Passajyrski
- Gare d'Orcha

#### Russie
- Gare de Smolensk
- Gare de Viazma
- Gare de Biélorussie (Moscou)

### Entrée en Russie via la Biélorussie pour les non-détenteurs d'un passeport russe
À partir du 12 février 2017, un régime d'exemption de visas avait été instauré par la Biélorussie pour 80 pays, incluant l'Union européenne. Comme il n'existait alors entre la Biélorussie et la Russie aucun poste de frontière international, aucune formalité douanière ne pouvait s'y faire. Dès lors, un voyageur muni d'un visa russe valide devait également posséder un visa de transit biélorusse (situation en août 2017).

### Correspondances en Russie
À Moscou, des correspondances par train à grande vitesse Sapsan vers Saint-Pétersbourg, ainsi que par le Transsibérien vers Vladivostok et le Japon ou vers Pékin, pouvaient être effectuées.